# Eileen Heckart
Eileen Heckart (nacida como Anna Eileen Heckart, Columbus, Ohio, 29 de marzo de 1919-31 de diciembre de 2001) fue una actriz de teatro, cine y televisión estadounidense.

## Primeros años
Fue hija de Esther y Leo Herbert. Fue adoptada legalmente por su abuelo, J. W. Heckart. Su familia era de ascendencia irlandesa y alemana. Se graduó de la Universidad Estatal de Ohio, con un  B.A. en drama.

## Carrera
Comenzó su carrera en Broadway en 1943 como asistente del director de escena y suplente en The Voice of the Turtle. Sus muchos créditos incluyen Picnic, The Bad Seed , A View from the Bridge, A Memory of Two Mondays,The Dark at the Top of the Stairs, A Family Affair, Barefoot in the Park, Butterflies Are Free y You Know I Can't Hear You When the Water's Running. Sus premios incluyen el Tony Honorífico a la Excelencia en Teatro, el Drama Desk Award de 2000 a la mejor actriz en una Obra por The Waverley Gallery, y en 1953 el Theatre World Award por Picnic. Sus nominaciones incluyen un Drama Desk Award en 1996 por Northeast Local y al Tony  por Butterflies Are Free, Invitation to a March y The Dark at the Top of the Stairs.
Ganó el Oscar a la mejor actriz de reparto por su trabajo en la adaptación cinematográfica de 1972 de Butterflies Are Free y fue nominada en 1956 por su interpretación de la desconsolada y embobada señora Daigle en The Bad Seed. Ella también apareció como una viuda de la Guerra de Vietnam en Heartbreak Ridge (El Sargento de Hierro) con Clint Eastwood.
Apareció en la película de terror ganadora del Premio Saturn Burnt Offerings en 1976 junto a su vieja amiga Bette Davis (aunque no compartían ninguna escena).
Era conocida para las audiencias de televisión con papeles estelares en The 5 Mrs. Buchanans, Annie McGuire, Out of the Blue, Trauma Center, Partners in Crime, Backstairs at the White House (como Eleanor Roosevelt), y como artista invitada en The Fugitive, con David Janssen en 1967 en el capítulo The Breaking of the Habit como la hermana Verónica donde interpreta a una monja. The Mary Tyler Moore Show (como la periodista Flo Meredith, un papel que la llevó a una aparición especial en el spin-off de MTM Lou Grant), Rhoda , Murder One, Hawaii Five-O, Cybill , The Cosby Show, y muchos otros programas. Apareció en el episodio de 1963 "There Should Be an Outfit Called 'Families Anonymous!'", del drama médico de la NBC The Eleventh Hour.
Interpretó a la entrometida madre de Diane Keaton en la comedia de 1996 The First Wives Club.

## Vida personal
Estuvo casada con John Harrison Yankee Jr. desde 1942 hasta su muerte en 1997. Su hijo Luke Yankee es el autor de Just Outside the Spotlight: Growing Up with Eileen Heckart (ISBN 0-8230-7888-4), publicado por Back Stage Books en 2006.
El 31 de diciembre de 2001, en plenas festividades de fin de año, murió de cáncer de pulmón en su casa en Norwalk, Connecticut, a la edad de 82 años. También había vivido en Stamford, Connecticut. Le sobreviven tres hijos y dos hermanastras.

## Filmografía
| Año  | Título                     | Papel                 | Notas                                                                                    |
| ---- | -------------------------- | --------------------- | ---------------------------------------------------------------------------------------- |
| 1956 | Miracle in the Rain        | Grace Ullman          |                                                                                          |
| 1956 | Somebody Up There Likes Me | Ma Barbella           |                                                                                          |
| 1956 | Bus Stop                   | Vera                  |                                                                                          |
| 1956 | The Bad Seed               | Hortense Daigle       | Globo de Oro a la mejor actriz de reparto Nominada al Óscar a la mejor actriz de reparto |
| 1958 | Hot Spell                  | Amiga de Alma         |                                                                                          |
| 1960 | Heller in Pink Tights      | Sra. Lorna Hathaway   |                                                                                          |
| 1967 | Up the Down Staircase      | Henrietta Pastorfield |                                                                                          |
| 1968 | No Way to Treat a Lady     | Sra. Brummel          |                                                                                          |
| 1969 | The Tree                   | Sally Dunning         |                                                                                          |
| 1972 | Butterflies Are Free       | Sra. Baker            | Óscar a la mejor actriz de reparto                                                       |
| 1974 | Zandy's Bride              | Ma Allan              |                                                                                          |
| 1975 | The Hiding Place           | Katje                 |                                                                                          |
| 1976 | Burnt Offerings            | Roz Allardyce         |                                                                                          |
| 1986 | Seize the Day              | Mujer en funeral #1   |                                                                                          |
| 1986 | Heartbreak Ridge           | Little Mary Jackson   |                                                                                          |
| 1994 | The 5 Mrs. Buchanans       | Emma Buchanan         |                                                                                          |
| 1996 | The First Wives Club       | Catherine MacDuggan   | National Board of Review Award al Mejor Elenco                                           |

## Premios y distinciones
Premios Óscar
| Año  | Categoría               | Película                 | Resultado |
| ---- | ----------------------- | ------------------------ | --------- |
| 1957 | Mejor Actriz de Reparto | La mala semilla          | Nominada  |
| 1973 | Mejor Actriz de Reparto | Las mariposas son libres | Ganadora  |